# Georgi Nikołow
Georgi Nikołow (bułg. Георги Николов, ur. 11 czerwca 1937) – piłkarz bułgarski grający na pozycji obrońcy.

## Kariera klubowa
W swojej karierze piłkarskiej Nikołow występował w klubie CSKA Sofia.

## Kariera reprezentacyjna
W 1962 roku Nikołow został powołany do reprezentacji Bułgarii na mistrzostwa świata w Chile, jednak nie rozegrał na nich żadnego spotkania. Ostatecznie nie zanotował debiutu w kadrze narodowej.